# Hachikō

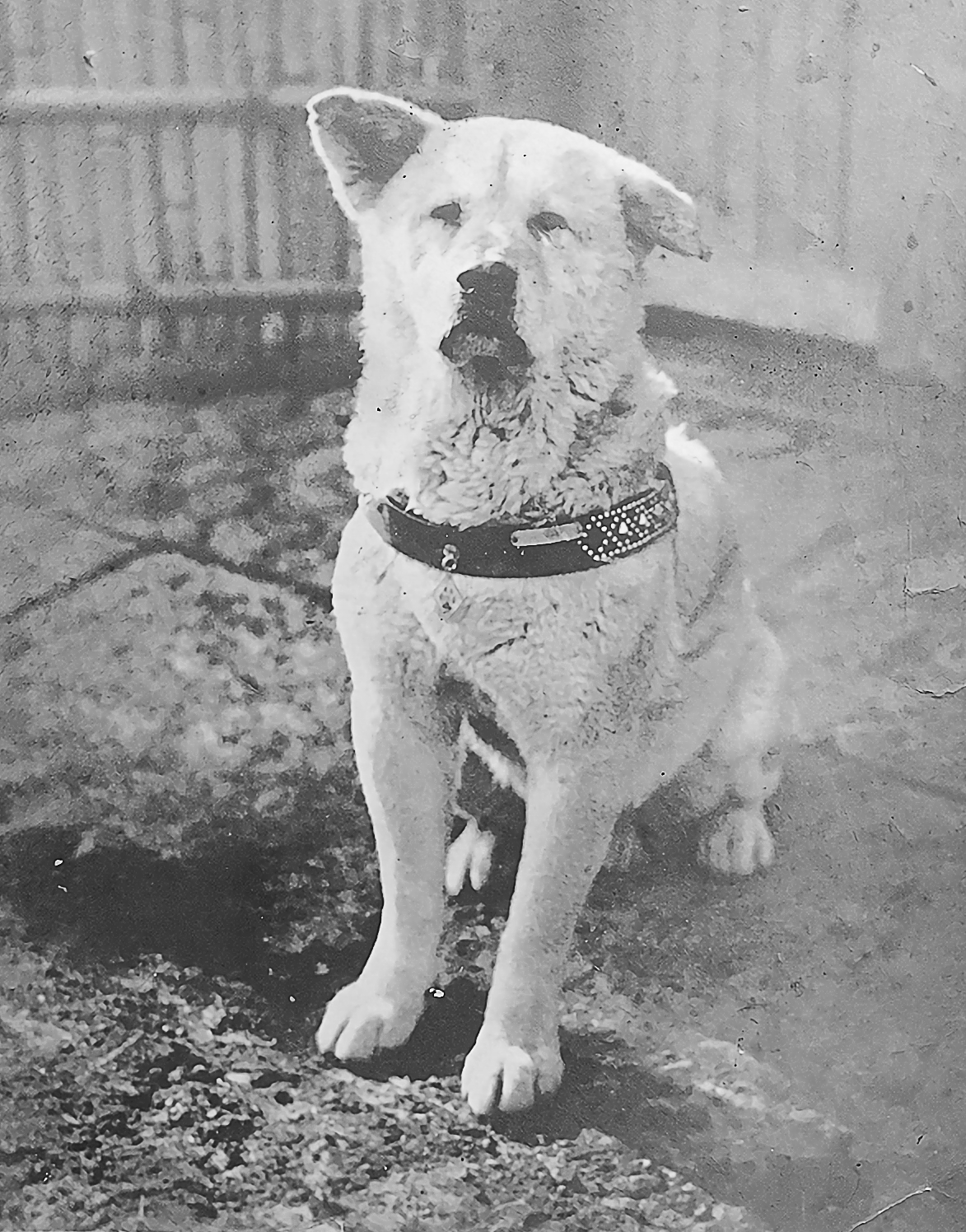
Hachikō

Hachikō (ハチ公), född 10 november 1923, död 8 mars 1935, var en hund i Japan känd som chūken Hachiko (忠犬ハチ公? "trogna hunden Hachikō" ('hachi' betyder 'åtta', ett nummer som har stor betydelse i Japan, och 'kō' är en japansk ändelse på namn)).
Hachi var en akitahane som var otroligt lojal gentemot sin ägare, även 10 år efter hans död så stod han och väntade på sin ägare vid järnvägsstationen där de brukade mötas.

## Berättelsen om Hachikō
År 1924 förenades Hachi med sin ägare Hidesaburō Ueno, som var professor på Tokyos universitet. Varje dag lämnade Hachi sin ägare vid järnvägsstationen i Shibuya och mötte honom sedan vid samma plats vid arbetsdagens slut. Denna dagliga ritual fortsatte fram till en dag i maj år 1925 då professorn en kväll inte dök upp vid tåget. Professor Ueno hade, vid universitetet samma dag, drabbats av ett slaganfall som ledde till hans bortgång; därför återvände han aldrig till järnvägsstationen där Hachi väntade.

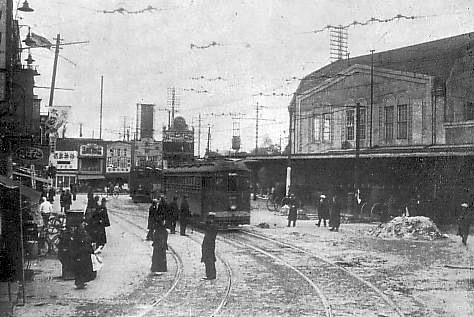
Järnvägsstationen i Shibuya, som det såg ut under mellankrigstiden.

Efter sin ägares död fick Hachi ett nytt hem, som han ständigt rymde ifrån för att bege sig till järnvägsstationen. I nio år väntade Hachi vid stationen precis vid den tid, då tåget hans husse åkt med skulle anlända, men husse återvände aldrig. Hachis närvaro vid stationen uppmärksammades av andra pendlare och många mindes, hur Hachi hade väntat varje dag där på professor Ueno. De började ta med mat och godsaker till Hachi.
En av Hidesaburō Uenos studenter, som var något av en expert på rasen akita, såg hunden vid stationen och följde honom hem. Han fick höra historien om Hachis liv och kort därefter publicerade han en dokumenterad inventering av akitahundar i Japan. Forskningen visade att det endast fanns 30 renrasiga akitahundar kvar, Hachi inkluderad. 
Professor Uenos före detta student återvände ofta för att besöka Hachi och genom åren skrev han flera artiklar om hans otroliga lojalitet. År 1932 publicerades en av artiklarna i Tokyos största tidning och Hachi blev känd över hela landet. Hans trofasthet mot sin husse imponerade på folket i Japan och ansågs representera en familjelojalitet som alla borde sträva efter. Lärare och föräldrar använde berättelsen om Hachikō som ett exempel för sina barn och elever. En känd japansk konstnär skapade en skulptur av hunden och hela Japans medvetande om akitahundar växte. Så småningom blev Hachis legendariska trofasthet en nationell symbol för lojalitet. I april år 1934 restes en bronsstaty av honom på stationen, där han väntade varje dag och Hachi var själv närvarande vid avtäckningen. Under åren så började man hedra Hachi med att säga 'Hachikō', eftersom 'kō' är en hederstitel.
Hachikō dog den 8 mars 1935. Han hittades på en gata, och man fann att han hade hjärtmask. Dessutom hittades tre-fyra yakitori-pinnar (en sorts grillspett med kyckling) i hans mage. Han finns idag uppstoppad på National Science Museum of Japan i Ueno, Tokyo.

## Vårdandet av minnet efter Hachikō

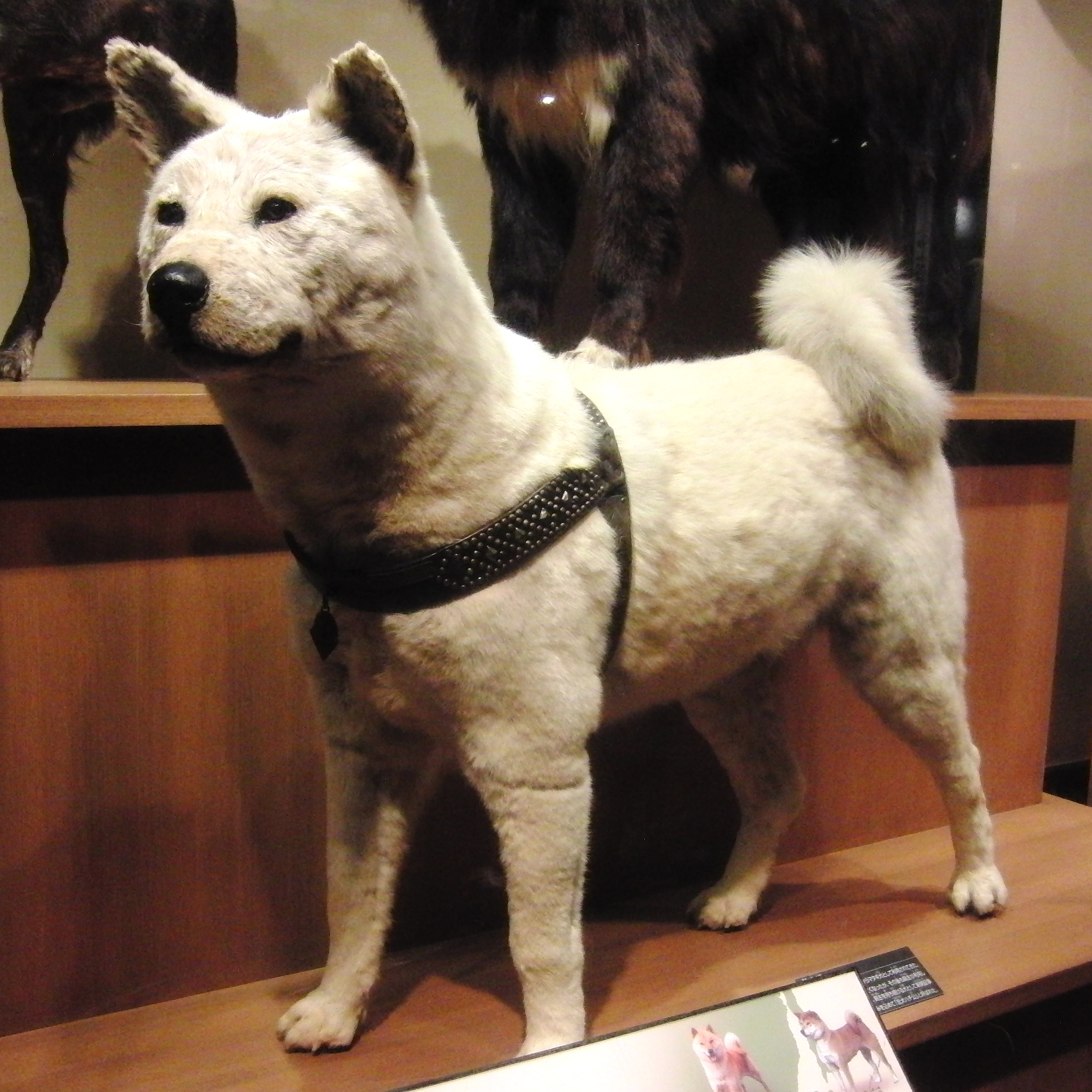
Hachikō vid National Museum of Nature and Science i Ueno.

Under andra världskriget återanvändes statyn av krigsmakten, men år 1948 beställde "Sällskapet för att återskapa Hachikō-statyn" en ny staty av sonen till den ursprungliga konstnären. Den nya statyn restes i augusti samma år och står där än idag. Statyn är en populär mötesplats och den in- och utgång till stationen som finns närmast statyn kallas "Hachikō-guchi", som betyder ungefär "Hachikōs ingång". En liknande staty finns i Hachis hemstad, framför Odate Station, och år 2004 uppfördes en ny staty av honom av den ursprungliga stenpiedestalen från Shibuya, framför Akita Dog Museum i Odate.
Den 8 april varje år hedras Hachikōs minne vid en högtidlig ceremoni vid Shibuyas järnvägsstation. År 1987 kom filmen Hachikō Monogatari, en berättelse om den trofasta hundens liv, som fick stora framgångar. År 2009 (premiär i Sverige den 22 januari 2010) släpptes filmen Hachiko - En vän för livet, regisserad av Lasse Hallström.
Det har också skrivits flera böcker om Hachikō. År 1994 sändes en inspelning från en gammal skiva där man kunde höra Hachikō skälla i radio. Skivan hade tidigare gått i bitar men hade lyckats restaureras.